# Nachal Jichar
Nachal Jichar (hebrejsky: נחל יצהר, vyslovováno „Jic-har“ tedy nikoliv s „ch“) je vádí v Horní Galileji, v severním Izraeli.
Začíná nedaleko měst Džulis a Džudejda-Makr, na pomezí pahorků západní Galileji a pobřežní nížiny. Jeho přítokem tu je i vádí Nachal Chamra. Směřuje pak k severozápadu rovinatou a zemědělsky intenzivně využívanou krajinou. V ní jižně od vesnice Nes Amim ústí zleva do vádí Nachal Jasaf.